# جاميسون جونس
جاميسون جونس (بالإنجليزية: Jamison Jones)‏ هو كاتب سيناريو ومنتج أفلام وممثل أمريكي، ولد في 15 فبراير 1965 في الولايات المتحدة.

## أعمال

### أفلام
- (2003) جريمة قتل هوليوودية[4]

### مسلسلات
- 24
- إن سي آي إس
- إيلياس
- بيفرلي هيلز 90210
- جاغ
- نيويورك

## وصلات خارجية
- جاميسون جونس على موقع IMDb (الإنجليزية)
- جاميسون جونس على موقع ألو سيني (الفرنسية)
- جاميسون جونس على موقع أول موفي (الإنجليزية)
- جاميسون جونس على موقع قاعدة بيانات الفيلم (الإنجليزية)
- جاميسون جونس على موقع كينوبويسك (الروسية)